# アメイジング・グレイス (本田美奈子.のアルバム)
『アメイジング・グレイス』（Amazing Grace）は、本田美奈子.のアルバム。2005年10月19日にコロムビアミュージックエンタテインメントからリリースされた。

## 解説
急性骨髄性白血病のため入院していた本田美奈子.が一時快方に向かった際、ファンの支援への感謝を込めてこのセレクション・ミニアルバムが企画された。2枚のソプラノ・アルバムから選ばれた5曲のほか、入院直前に録音されていた「ララバイ〜ミュージカル「十二夜」より」が収録された。2曲入りDVDもセットになっている。ブックレットには歌への思いを綴った本田の直筆のメッセージが掲載されている。

## 初収録の音源・映像について

### ララバイ〜ミュージカル『十二夜』より
シェイクスピアの戯曲『十二夜』を原作として東宝により制作されたミュージカル『十二夜』のナンバー。本田はデビュー20周年にあたる2005年に記念アルバムを発表することを予定しており、それに収録するため2004年12月27日にこの「ララバイ」を録音した。この録音の約2週間後に病気が発覚し入院したため、これが本田にとって最後のスタジオ録音となった。
このミュージカルが制作されたのはアルバム『AVE MARIA』の発表後であり、本田のために用意されたネコ役が歌うこのナンバーもソプラノ的な唱法を想定して作られている。ここでの歌唱でも他の収録曲と同様、流麗なソプラノ・ヴォイスを聴かせている。

### アメイジング・グレイス
付属のDVDには六本木スイートベイジルでの「アメイジング・グレイス」のライブ映像が収録された。ここでは本田は井上鑑のピアノのみによる伴奏で歌っている。

### 白鳥
DVDのもう一つの映像はサン＝サーンスの曲に本田自身が詞をつけて歌った「白鳥」（アルバム『時』所収）のプロモーション・ビデオ。音源はアルバムと同じものである。

## チャート成績
本アルバムの発売からわずか2週間余り後の2005年11月6日、本田は急逝した。このことが多くのメディアで報道されると注文が殺到、追悼コーナーを設けて販売を促進する店舗もあった。在庫切れで入荷待ちとなるケースも目立ち、オンラインCD通販サイトでも入荷待ちが1〜2週間程度続いたケースもあった。iTunes Music Storeなどの音楽配信サイトでもアルバム収録曲がランクインした。その結果、オリコンアルバムランキングでは2005年11月21日付にて前週の238位から15位に急浮上し、翌28日付では7位を記録した。本田のアルバムでは1987年の『OVERSEA』（LP&TAPESチャート）以来の、日本人が歌うクラシック・アルバムとしては初のオリコン・トップ10入りを果たした。また、一人の歌手がポップスとクラシックの2ジャンルのアルバムで共にオリコン・トップ10入りするのもこれが初である。

## 本田美奈子.と「アメイジング・グレイス」
本田の逝去を伝えるテレビ報道では、特に本作に収録されたライヴ映像が盛んに用いられた。このため日本では、この歌と本田の存在とが強く結びついて人々に印象づけられることとなった。「アメイジング・グレイス」は彼女の代表曲のような存在になっている。本田の晩年の歌手活動について多くの人が描くイメージは、赤いドレスを着てこの歌を歌う姿によって形づくられているともいえるだろう。
本田は入院中、路上で転倒し同じ病院に入院してきた恩師の岩谷時子を励ますため、病室でア・カペラで歌を歌い、ボイスレコーダーに録音して岩谷の病室に届けていたが、その時に最初に歌ったのが「アメイジング・グレイス」だった。その録音は2006年7月から1年間放送された公共広告機構（現：ACジャパン）の骨髄バンク支援キャンペーンのテレビコマーシャルや、没後に放送された追悼番組などで流されたほか、2008年3月24日には配信限定でリリースされた。38歳の誕生日の前日に一時退院を許された際にも、世話になった医師や看護師のためにナースステーションでこの歌を歌った。2006年8月22日に放送された日本テレビ系のドラマ『ひめゆり隊と同じ戦火を生きた少女の記録 最後のナイチンゲール』では本田の（スタジオ録音の）「アメイジング・グレイス」が主題歌に採用された。
この歌は200年以上の歴史を持つ文化遺産であり、特定の歌手の持ち歌のような扱いにはなじまない楽曲だが、こうしたこともあって、現在の日本ではこの歌が本田の存在を想起させるものともなっている。作詞者ジョン・ニュートンの自伝「『アメージング・グレース』物語」（2006年12月7日、彩流社）を翻訳した中澤幸夫は「本田美奈子.さんがこの歌を広めたと言っても過言ではない」としている。
本田は岩谷時子による日本語詞の前後に、英語詞の1番を配して歌っている。岩谷の詞は罪深い奴隷貿易に関わったことへの悔恨という元の英語詞のモチーフは踏襲せず、幾多の曲折を経ながらも歌一筋に生きてきた本田の心情を表現したような内容になっている。
なお本田と同じく「アメイジング・グレイス」によって日本でその名を知られるようになったヘイリー・ウェステンラは、シングル「アメイジング・グレイス2008」（2008年5月21日）において本田の残された音源との仮想的なデュエットを果たしている。本作に付属のDVDに収録された本田のライブ映像と並んでヘイリーが歌うプロモーション・ビデオも併せて制作された。ヘイリーは「本田美奈子さんの歌手としての生き方を知り、彼女の歌う“アメイジング・グレイス”は、希望の心を歌っていると私は感じました」と語っている。

## 収録曲

### CD
1. アメイジング・グレイス [4:25]
作詞：ジョン・ニュートン／日本語詞：岩谷時子／作曲：不詳／編曲：井上鑑
2. タイスの瞑想曲 [4:44]
作詞：本田美奈子／作曲：ジュール・マスネ／編曲：井上鑑
3. Time To Say Goodbye [4:21]
作詞・作曲：フランチェスコ・サルトリ、ルチオ・クァラントット、フランク・ピーターソン／編曲：井上鑑
4. 風のくちづけ《イタリアーナ〜「リュートのための古代舞曲とアリア」より》 [2:57]
作詞：本田美奈子／作曲：オットリーノ・レスピーギ／編曲：井上鑑
5. この素晴らしき世界 [3:00]
作詞・作曲：ジョージ・ダグラス／日本語詞：森寧子／ジョージ・ワイス／編曲：井上鑑
6. ララバイ〜ミュージカル「十二夜」より [3:54]
作詞：斉藤由貴／作曲：八幡茂／編曲：井上鑑

### DVD
1. アメイジング・グレイス（六本木スイートベイジルでのライブ映像）
作詞:ジョン・ニュートン／日本語詞：岩谷時子／作曲：不詳／編曲：井上鑑
2. 白鳥（プロモーション・ビデオ）
作詞：本田美奈子.／作曲：カミーユ・サン＝サーンス／編曲：井上鑑

## 初出データ
- アルバム『AVE MARIA』 (CD#1-3)
- アルバム『時』 (CD#4,5)
- 本作 (CD#6 DVD#1,2)